# アニミズム

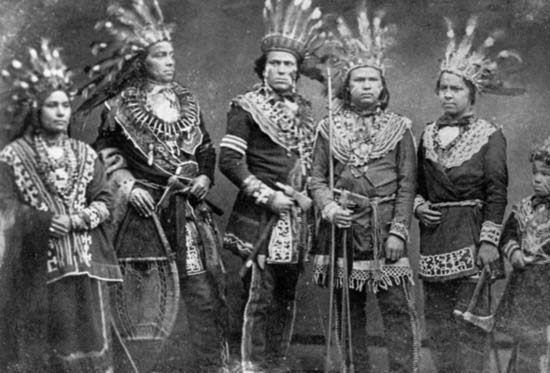
19世紀のオジブワの5人の酋長。オジブワの宗教を人類学的に研究したことで「新しいアニミズム」が生まれた。

アニミズム（英語: animism）とは、生物・無機物を問わないすべてのものの中に霊魂、もしくは霊が宿っているという考え方。19世紀後半、イギリスの人類学者、エドワード・バーネット・タイラーが著書『原始文化』（1871年）の中で使用し定着させた。

## 語源
この語は、ラテン語で「気息・霊魂・生命」などを意味するアニマ（anima）に由来する。日本語では汎霊説、精霊信仰、地霊信仰、または霊威崇拝などと訳されている。

## 世界観
タイラーはアニミズムを「霊的存在への信仰」とし、宗教的なるものの最小限の定義とした。彼によれば諸民族の神観念は人格を投影したものという（擬人化、擬人観、エウヘメリズム）。現在でもこの語は宗教学で触れる際など抜きにしては考えられない語であるが、一方タイラーのアニミズム観に対してはマレット(Robert Ranulph Marett)が「未開」民族の間では人格性を欠いた力あるいは生命のような観念もあるとし、そのアニミズム以前の状態をプレアニミズム（pre-animism）と呼び、同様の概念はアニマティズム（animatism）、ヴァイタリズム（vitalism）、ダイナミズム（dynamism）などとも称された。また研究姿勢に対しては類推的であるとか、進化主義的であるなどの批判もされる。

## 分類

### 原始宗教型
原始・未開社会で行われる宗教の超自然観はアニミズム的であり、霊的存在に対して呪術的にかかわる。特定の開祖がなく、儀礼が公的に行われる。法・政治・経済・道徳・慣習などと密接にかかわり、祭政が一致し、祭と経済的活動が同一の場で行われ、タブー（禁忌）が法的または道徳的観念・行動と重なる。多くの民族宗教が類似する特徴を保持する。

### 亡霊崇拝型・恐怖型
死者となった祖先の霊魂の存在を認めて、たたりを恐れ崇拝の対象とし、あるいは守護を願う死霊崇拝は未開宗教におけるアニミズムの一形態とされている。死を霊魂の永久離脱として他界に赴くが、死霊や動物霊は定められたときにこの世を訪れ、人に憑いて健康を損なわせるとされる。狐憑き、ヤコツキ、オサキツキは動物霊憑依の例である。
日本神話では神代紀の天鈿女命、崇神紀の倭迹迹日百襲姫命、仲哀紀の神功皇后などが突然神がかり（憑依）して、狂躁乱舞するなどして祟りが表現されてきた。
シャーマンによる呪術が行われる事が多い。日本では怨霊のたたりをしずめるために神社を建て、逆に神として祀った例もある（菅原道真など）。
新宗教の多くが不幸を「先祖のたたり」などの因縁話として、先祖供養や呪詛霊の除霊、鎮魂をすすめている。地鎮祭（鎮魂）の費用、先祖供養の祈祷料、玉串料などが慣習として神社に支払われることがある。
警視庁などでは「玄関に入ってすぐ悪霊がついているとわかった」「悪霊がついて次々に不幸なことがおこります。」「このつぼは悪霊を取り除く力があります。」等の霊感商法を悪徳商法の一種として定義している。

### 宗教人類学型
宗教人類学において、アニミズムとは多くの先住部族の信仰体系を表す言葉であり、特に最近になって発展した組織宗教(キリスト教、ユダヤ教、イスラム教、バハーイー教、仏教、シク教等)との比較対照のために用いられてきた。アニミズムは人類学者のエドワード・バーネット・タイラーが1871年に発表した著書『未開文化(英:Primitive Culture)』の中で、「魂やその他の精神的な存在全般に関する一般的な教義」と定義された。
タイラーにとってアニミズムは最も初期の宗教の形態であり、段階的に発展してきた宗教の進化の枠組みの中に位置し、最終的には人類が科学的合理性を求めて宗教を完全に拒絶することになると考えた。このようにタイラーにとってアニミズムとは、すべての宗教が成長する元凶となった基礎的な誤りであった。
アニミズムの進化論的解釈は各方面で批判されており、今日では問題外と考えられている。

## 特徴

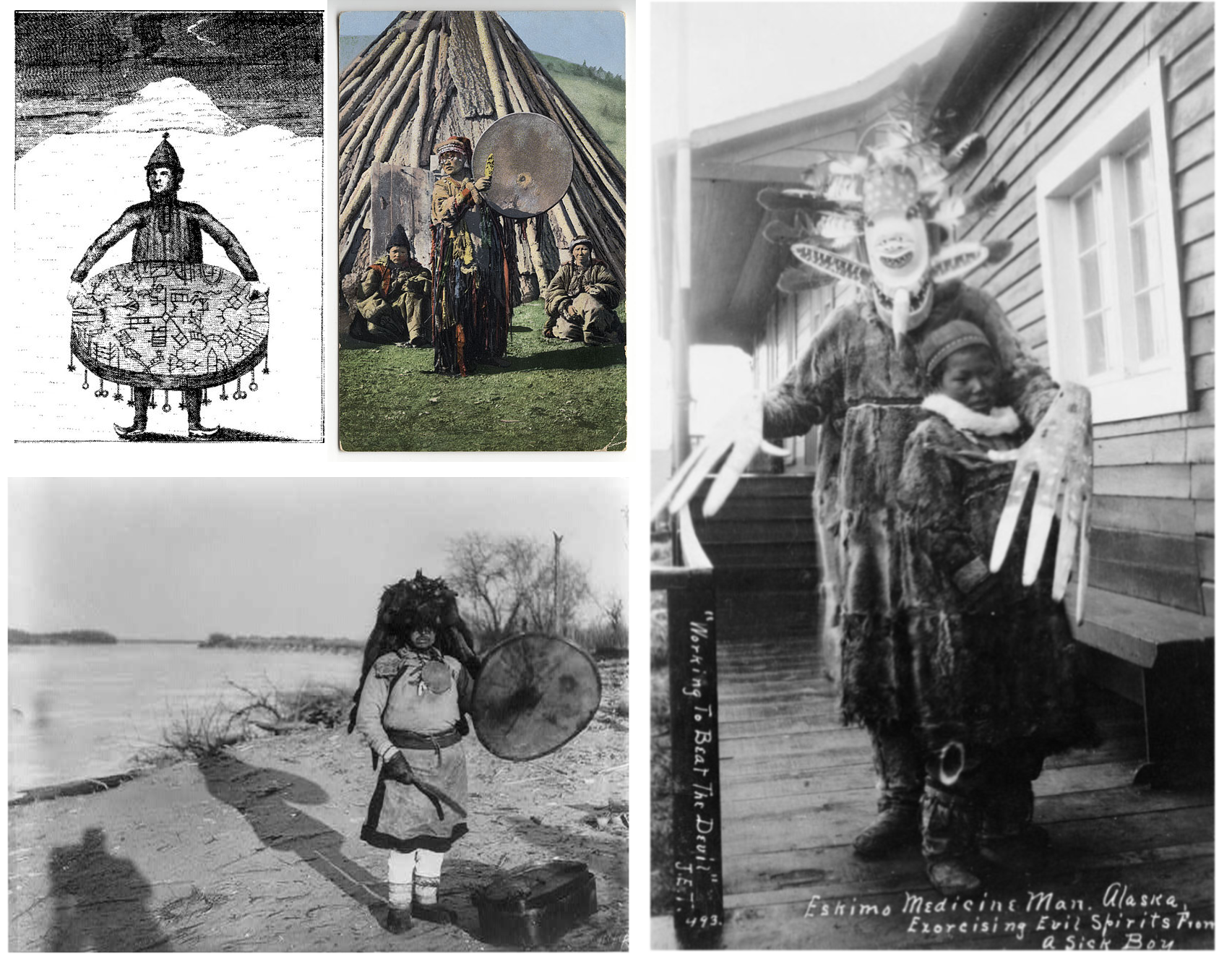
様々な文化圏の人物が仲介者のような役割を果たしている様子を描いた作品、文献上では「シャーマン」と呼ばれることが多い。

アニミズムが単に単一の広範な宗教的信念であるのか、あるいは世界中の様々な文化圏で見られる多くの多様な神話からなるそれ自体が一つの世界観であるのか については、意見の相違が続いている（一般的なコンセンサスは得られていない）。 このことはまた、アニミズムが倫理的な主張をするのかしないのか、あるいはアニミズムが倫理の問題を完全に無視するのかという論争を引き起こしている。

### 汎神論との違い
アニミズムは汎神論とは異なるが、この2つは混同されることがある。主な違いの一つは、アニミズムは、すべてのものが精神的な性質(魂、霊等)を持つと信じるが、汎神論者のように、存在するすべてのものの精神的本質が統一されているとは考えていないことである（一元論）。アニミズムでは個々の魂の独自性を前提とするが、汎神論では、すべてのものは、それぞれの精神や魂を持つのではなく、同じ本質（英：essence、ラテン：essentia）を共有している。

### 汎心論との違い
アニミズムはすべてのものに魂があると主張し、物活論はすべてのものが生きていると主張する:149。こうした立場を汎心論と解釈することについては、現代の学術界では支持されていない。現代の汎心論者は、この種の理論から距離を置こうとしており、経験の遍在性と心や認知の遍在性との間に区別をつけるように注意している。

### 呪いへの崇拝
呪力崇拝
動植物やその他の事物に人格的な霊魂、霊神が宿るとするアニミズムは、非人格的な超常現象、超自然的な呪力を崇拝するマナイズム（呪力崇拝）とは区別される。
呪物崇拝
呪物崇拝（フェティシズム）は未開社会、古代社会、未開宗教にみられる信仰で、呪物が人間に禍福をもたらすと信じて儀礼の対象とすることである。人工物や簡単に加工した自然物に対する崇拝の総称とされており、アニミズムとも深い関わりを持つ。

## 現存する文化におけるアニミズム

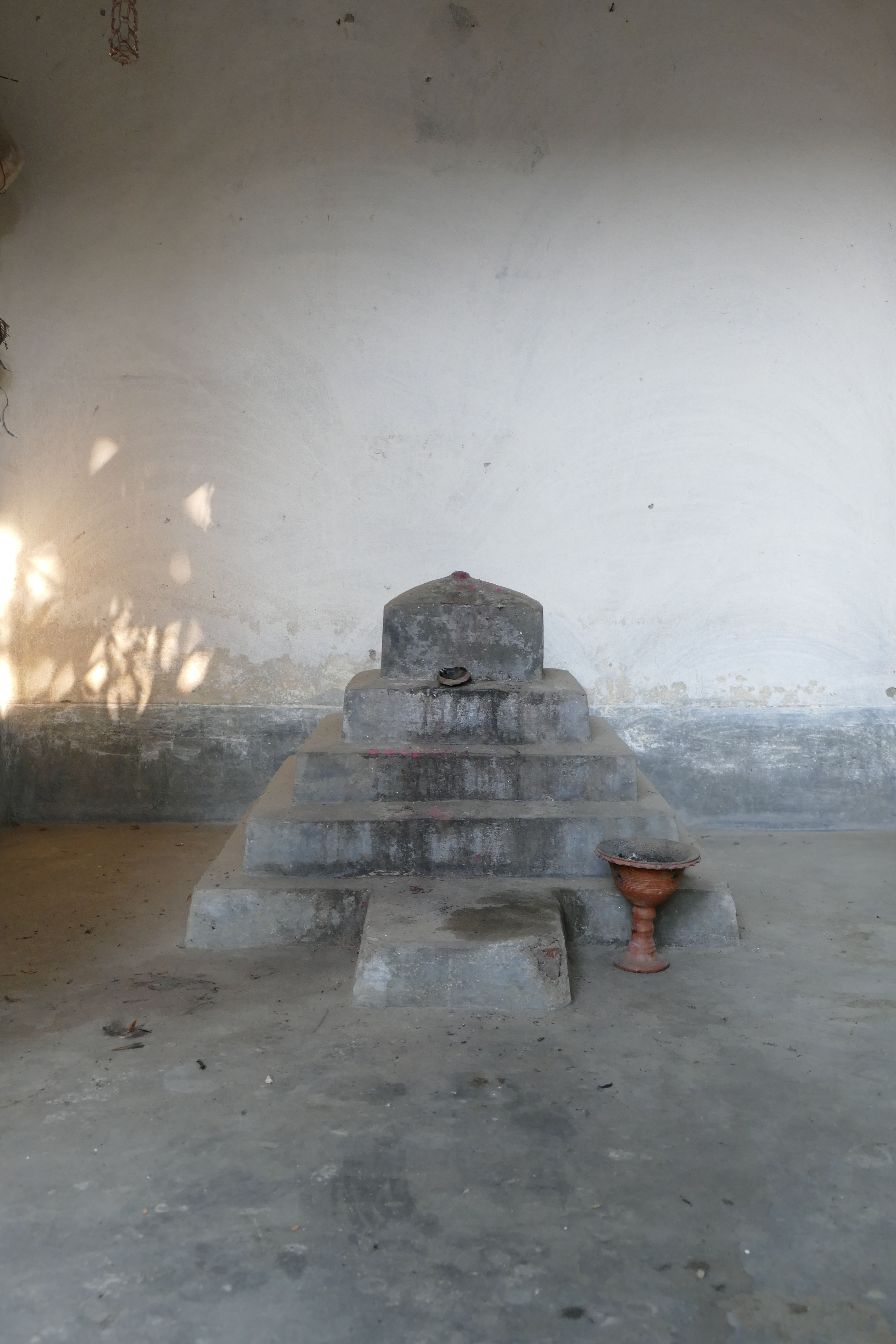
バングラデシュのディナジュプール地区のサンタル村にある聖地。

- アニート（「祖先の霊」の意）：ババイランと呼ばれる女性または女性化した男性シャーマンに率いられたフィリピンの様々な先住民族のシャーマニズム的民俗宗教。物質世界とともに存在し、物質世界と相互作用する精神世界への信仰や、岩や木、動物や人間、自然現象に至るまで、すべてのものに精神があるという信仰を含む[32][33]。
- ドラヴィダの民俗宗教（原始シャイヴァ教／民俗シャイヴァ教）：ドラヴィダ民族の伝統的なアニミズム、多神教、一部シャーマニズムの民俗宗教。
- ヴェーダ教と非ヴェーダ系アニミズム：ジャイナ教や仏教が導入される以前のアーリア人やその他の北インド人の伝統的なアニミズム、多神教、一部シャーマニズムの民俗宗教。現在のヒンドゥー教は歴史的なヴェーダ教とは明らかに異なった別宗教ではあるが、ヒンドゥー教を形成した伝統の一つである[note 1]。
- パキスタン北部のカラシュ族は、古代のアニミズム宗教を信仰している[34]。
- 韓国のシャーマニズム（MuまたはMuismとしても知られている）は多くのアニミズム的側面を持っている[35]。
- ムン（MunismまたはBongthingismとしても知られる）：レプチャ族の伝統的な多神教、アニミズム、シャーマニズム、シンクレティックな宗教[36][37][38]。
- 神道（琉球宗教を含む）：日本の伝統的な民間宗教で、多くのアニミズム的な側面を持っている[39]。梅原猛はタイラーの原始宗教の学説を認めて日本の神道や仏教が原始宗教であるアニミズムの原理に従っているとしたが、アニミズムを人類にとって必要な世界観と主張した[40]。
- 太平洋地域（ポリネシア三角圏、メラネシア、ミクロネシア）におけるマナイズム。マルキーズ諸島のティキ像やイースター島のモアイ像はアニミズムやトーテミズム信仰の名残である。
- アフリカの伝統的宗教：サハラ以南のアフリカのほとんどの宗教的伝統で、基本的に多神教的・シャーマニズム的要素や祖先崇拝を含むアニミズムの複雑な形態が保持されている[41]。
- 北アフリカの伝統的なベルベル人の宗教とイスラム教以前のアラブ人の宗教：ベルベル人とアラブ人の伝統的な多神教、アニミズム、まれにシャーマニズムの宗教。
- エコペイガンを含むいくつかのネオペイガンのグループは自分たちをアニミズムと表現しているが、これは人間が世界や宇宙を共有している多様な生物や精霊のコミュニティを尊重していることを意味している[42]。
- ニューエイジ運動は、自然の精霊の存在を主張するアニミズム的な特徴をよく示している[43]。

### シャーマニズム

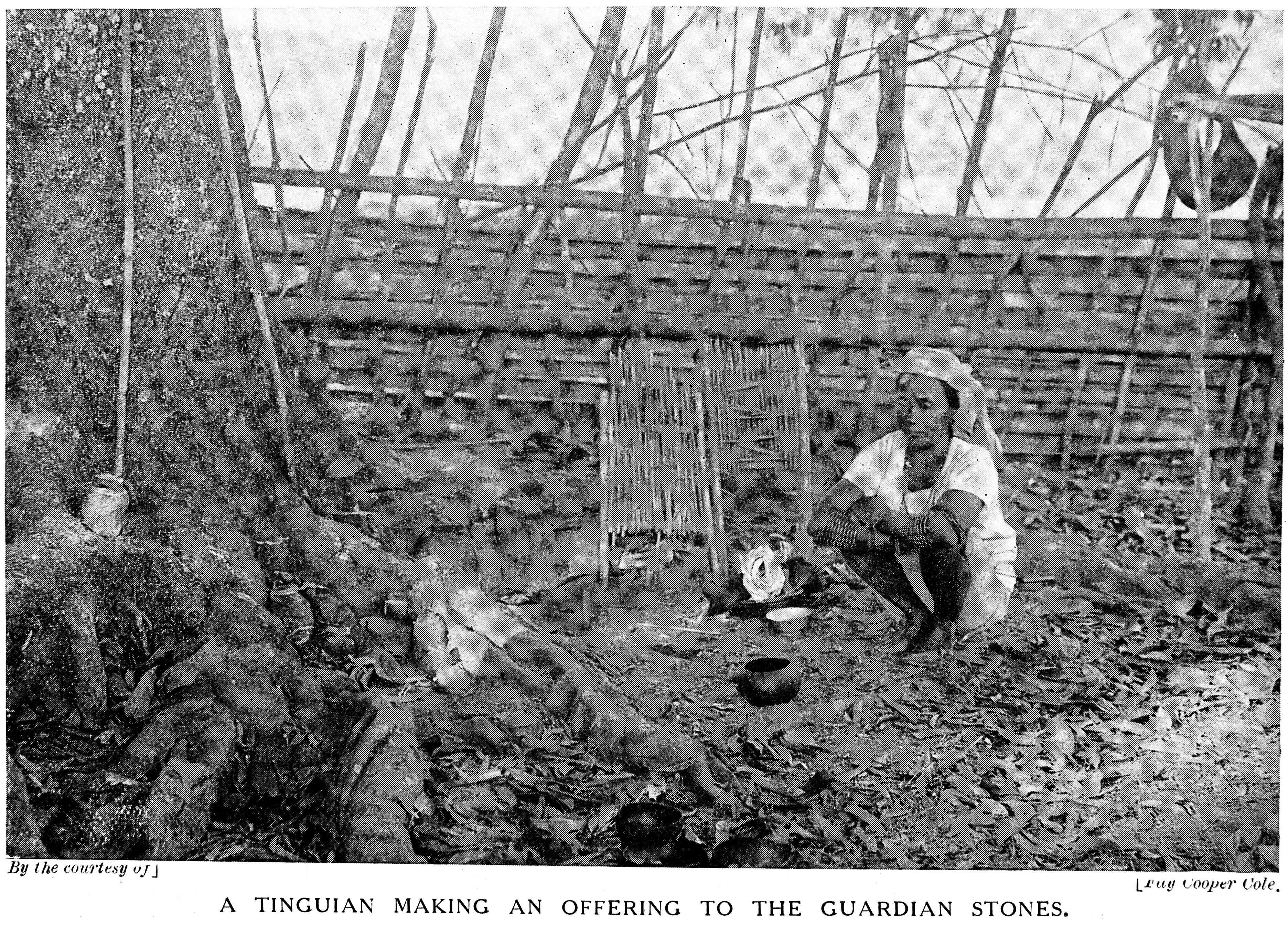
1922年、フィリピンのイトネグ族の女性シャーマンが、ピナリングと呼ばれる水に溶けた石に宿る村の守護アニト、アプデルに供え物をしている写真。

シャーマンとは、善霊や悪霊の世界にアクセスし、影響力を持つと考えられている人のことで、典型的には儀式の際にトランス状態に入り、占いやヒーリングを行う人のことである。
ミルチャ・エリアーデによれば、シャーマニズムは、シャーマンが人間界と霊界の間の仲介者またはメッセンジャーであるという前提を包含している。シャーマンは、魂を修復することで病気や疾患を治療すると言われている。魂や精神に影響を与えたトラウマを和らげることで、個人の肉体のバランスと完全性を取り戻す。シャーマンはまた、コミュニティを悩ませている問題の解決策を得るために、超自然的な領域や次元に入る。シャーマンは、迷える魂に導きを与えたり、異質な要素による人間の魂の病気を改善するために、他の世界や次元を訪れることもある。シャーマンは主に精神世界で活動し、それが人間世界に影響を与える。バランスを回復することで、病気が解消すると主張する。
デイヴィッド・エイブラムは、エリアーデが提唱したシャーマンの役割について超自然的ではなく、より生態学的な理解を明確にしている。インドネシア、ネパール、アメリカ大陸での自らのフィールド・リサーチに基づいて、エイブラムは、アニミズム文化において、シャーマンは主に、人間社会と、人間以上に活動的な機関である地域の動物、植物、地形（山、川、森、風、天候パターン、これらすべてには固有の感覚があると考えられている）との間の仲介者として機能することを示唆している。したがって、人間社会における個々の不調（バランスの崩れ）を癒すシャーマンの能力は、人間社会と、その社会が組み込まれている生物のより広い集合体との間の互恵関係のバランスをとるという、より継続的な実践の副産物だとする。

### アンダマン諸島の宗教
アンダマン諸島の人々の宗教は「アニミズム的一神教」とも言われ、宇宙を創造したパルガという唯一の神を第一に信じている。パルガは自然現象を擬人化したものとして知られている。

### アブラハムの宗教
旧約聖書や知恵文学では神の遍在性(Omnipresence)(エレミヤ書23:24)(箴言15:3)(列王記8:27)が説かれているが、キリスト教神学者マーク・ワラスは動物、木、岩など、地球上のすべてのものに神が存在すると論じている。

## トーテミズムとの関係、他の社会との比較：フィリップ・デスコーラ説
アニミズムはトーテミズムと深くかかわっているとされる。フィリップ・デスコーラは『自然と文化を越えて』のなかで、例えばアマゾン盆地のアチュアル族の社会において、ノマド社会特有のアニミズム的思考と定住型社会にみるトーテミズム的思考の混交的要素が多くうかがえると分析した。つまり、アニマ（精神）が人間と非人間の間を往還するアニミズムと、アニマが人間集団と非人間的象徴を繋いでいるトーテミズムという相違点があるものの、基本的にはアニミズムにおいてもトーテミズムにおいても、同じく人間がその他の動物や植物、自然の力とほぼ同等の立場にあるという共通点がうかがえる。
さらに、デスコーラはすべての社会を分析すれば、アニミズム、トーテミズム、類推主義（アナロジスム）および自然主義（ナチュラリズム）からなる、4つの「同一化の様態」に区別できるとしている。

デスコーラによる4区分

同一化 (Identité) と諸様式 (Différentiation) は、自らと他なるものとの境界の定義の仕方である。IntérioritéとPhysicalitéは、内面（精神）と外見（身体）の次元となる。
この区別では、例えば西洋の近代社会が自然主義的 (Naturalisme) だとすると、それ以外の社会はアニミズム的であるか、もしくはトーテミズム的な社会であるか、それかアナロジズム的な社会（主に中世の西欧にみる自然主義的な社会の前身、あるいは中国・インド等の類推主義的な社会）となる。
まず、アニミズムを特徴づけるのは、非人間という社会的属性により諸関係のカテゴリー化が可能になるような社会である。つまりここでは、非人間が関係の項となっている。トーテミズムを特徴づけるのは、非人間どうしの不連続性により、人間の非連続性を思考することが可能になる社会である。こうした社会にあっては、非人間とは記号のようなものである。
一方、自然主義とは、「自然が存在するという単なる信仰、思い込みであり、言い換えれば、いくつかの実在が存在することや、その展開は、人間の意志の効果の外側にある原理によっているとすることである。プラトンやアリストテレス以来の西洋のコスモロジーに典型的な自然主義は、特定の存在論的領域、すなわち、超越論的な審級に従うものか、世界の仕組みに内在している理由なくしては何ものも生じえないとする秩序もしくは必然性の場を産出する。自然主義がわたしたちのコスモロジーの主導的原理であり、わたしたちの共通感覚や科学的原理似浸透している限りにおいて、そうした自然主義が、わたしたちにとっては、自分たちの認識論、とりわけ同一化の他の様式にたいする見方や視線を構造化している「自然」のようなものとでもいうべき、前提となってしまっているのである」。
つまり、西洋がもつ自然主義は、人間の他なるものや世界へ向けられる見方や視線を規定していて、「自然」を外的なものとみなし、アニミズムやトーテミズムとは根本的に異なる存在論に基づくものということになる。